# 西班牙共产主义统一
西班牙共产主义统一（西班牙語：Unificación Comunista de España，缩写为UCE）是西班牙的一个共产主义政党。1973年，该党成立。1978年，该党获得合法地位。该党的意识形态是共产主义、马克思列宁主义、毛泽东思想。该党出版多种刊物。该党支持政党联盟零削减。